# Patrulla Vicente López
La Patrulla Vicente López es una fuerza de seguridad policial que cumple tareas de Prevención del delito y también llevan a cabo tareas de patrullaje y monitoreo mediante cámaras de seguridad en todo el partido de Vicente López, provincia de Buenos Aires. Trabajan codo a codo con la Policía de la Provincia de Buenos Aires, con la Prefectura Naval Argentina en la zona costera del municipio y con la Policía Federal Argentina en la Quinta de Olivos. También trabajan en conjunto con la Policía de la Ciudad de Buenos Aires en cuanto a monitoreo o por el anillo digital.
El salario del personal de esta fuerza es, en promedio, superior al de un Policía Bonaerense.
En el año 2022 sumaron a esta policía agentes de la Patrulla motorizada.  [falta cita]

## Contactos
- Dirección: Calle Acassuso 1752, Olivos, Vicente López, Prov. de Buenos Aires.
- Conmutador Central: 54-11 4794-5644
- Emergencias Policía: 109[3]